# John Gillespie Magee
John Gillespie Magee Jr. (ur. 9 czerwca 1922, zm. 11 grudnia 1941) – amerykański poeta i lotnik, poległy podczas II wojny światowej, ochotnik w kanadyjskich siłach powietrznych.

## Życiorys
Urodzony w Szanghaju w Chinach, jako dziecko dwojga misjonarzy – Amerykanina i Brytyjki. W 1931 przeprowadził się z matką do Anglii. Już w młodym wieku ujawnił się jego talent poetycki. Przed wybuchem II wojny światowej wyjechał na studia do USA, lecz w październiku 1940 zgłosił się na ochotnika do kanadyjskiego lotnictwa wojskowego i w 1941 powrócił do Anglii w składzie 412. Dywizjonu Myśliwskiego RCAF. Zginął w wieku 19 lat, gdy pilotowany przez niego Spitfire o znakach VZ-H zderzył się z innym samolotem podczas lotu w chmurach nad Anglią. Pochowano go na cmentarzu w Scopwick, Lincolnshire.

## Twórczość
Sławę zdobył dopiero po śmierci, dzięki wierszowi, który napisał 3 września 1941 po locie, w liście zaadresowanym do swoich rodziców. Wiersz stanowi dziś motto RAF i RCAF.